# Ли Хунцзи, Пётр
Пётр Ли Хунцзи (кит. упр. 李宏基, пиньинь Lǐ Hóngjī, 29 марта 1922 — 23 июля 1974) — католический прелат, епископ Гонконга с 21 декабря 1973 года по 23 июля 1974 год.

## Биография
6 июля 1952 года был рукоположён в священника.
3 июля 1971 года Римский папа Павел VI назначил его вспомогательным епископом Гонконга и титулярным епископом Октабы. 8 сентября 1971 года состоялось рукоположение Петра Ван Кэйлэя в епископа, которое совершил епископ Франциск Ксаверий Сюй Чэньпин в сослужении с архиепископом Тайбэя Станиславом Ло Гуаном и епископом Макао Паулу Хосе Таварешем.
21 декабря 1973 года Римский папа Павел VI назначил его епископом Гонконга.
Скончался в 23 июля 1974 года в Гонконге.